# 579
Năm 579 là một năm trong lịch Julius.